# 陈创
陈创（1974年12月19日—），江西樟树人，中国大陆男演员。他在电视剧《宝莲灯》和《宝莲灯前传》中扮演的“哮天犬”一角深入人心。代表作有电视剧《福贵》《宝莲灯》《宝莲灯前传》《魔幻手机》《唐朝詭事錄》等。